# The Golden Hits of Jerry Lee Lewis
The Golden Hits of Jerry Lee Lewis è il terzo album in studio del cantante-pianista statunitense Jerry Lee Lewis, pubblicato nel 1964.

## Storia
Dopo il matrimonio con la cugina tredicenne Myra e lo scandalo che ne seguì durante un tour in Gran Bretagna nel maggio del 1958, Lewis fu boicottato dalle radio e i suoi singoli furono un flop. Nel 1963, aveva ottenuto solo un piccolo successo (una cover della canzone di Ray Charles, "What'd I Say") e, frustrato da quella che vedeva come l'indifferenza di Sam Phillips, firmò con la Smash Records, una divisione della Mercury Records, per la quale scrisse "I'm on Fire", una canzone che ritenevano perfetta per Lewis e, come scrive Colin Escott nelle note di copertina della retrospettiva A Half Century of Hits , "la Mercury tenne le presse, pensando di aver trovato il successo di ritorno di Lewis, e sarebbe potuto accadere se i Beatles non fossero arrivati in America, cambiando le playlist radiofoniche quasi da un giorno all'altro. La Mercury non sapeva davvero cosa fare con Lewis dopo quello." La Smash decise di registrare nuove versioni dei suoi successi già pubblicati con la Sun Records, probabilmente ispirata dal continuo entusiasmo che il pubblico europeo aveva dimostrato per il genere rock and roll di Lewis.
Nel suo libro Jerry Lee Lewis: Lost and Found, il biografo Joe Bonomo scrive a lungo sui difetti dell'album, causati, secondo lui, dall'eccessiva produzione che caratterizzò le nuove versioni, molto lontane dall'essenzialità delle versioni originali.

## Accoglienza
L'album entrò per poco tempo in classifica raggiungendo il numero 40.

## Tracce
1. Whole Lotta Shakin' Goin' On - 2:35
2. Fools Like Me - 2:37
3. Great Balls Of Fire - 1:45
4. I'll Make It All Up To You - 2:40
5. Down The Line - 1:52
6. End Of The Road - 1:48
7. Breathless - 2:36
8. Crazy Arms - 2:25
9. You Win Again - 2:57
10. High School Confidential - 2:17
11. Break-Up - 2:20
12. Your Cheating Heart - 2:27